# Ночной мотылёк
«Ночной мотылёк» (чешский: «Noční motýl») — чехословацкий драматический фильм 1941 года режиссёра Франтишека Чапа.
Фильм был показан на 9-м Венецианском кинофестивале, номинировался на Кубок Муссолини, получил специальное упоминание жюри.

## Сюжет
Авторы превратили простую мелодраматическую историю в киноработу исключительных качеств. Помимо звёздного актёрского состава, фильм завораживает своей богатой обстановкой и эротическим блеском.
Любовная драма, действие которой происходит в последние годы Австрийской империи.
Марта Декасова, живущая в гарнизонном городке, работает гувернанткой у лейтенанта Варги. Офицеров привлекает её обаяние, но девушка влюблена в мрачного Варгу. Она не может держать свои чувства в секрете, даже когда узнает, что он женат. Признание Марты в любви отвергается, так как Варга любит свою жену, актрису Елену. Лейтенант Кала соблазняет и насилует Марту, и она вынуждена уехать в столицу, где встречает свою подругу Анку, в своей бесчестной профессии известную как Кики. Марта переезжает к ней и становится певицей в ресторане. Там молодой студент Михал безнадежно влюбляется в неё. Во время празднования Нового года Варга, его жена и Кала посещают ресторан. Марта все ещё тоскует по лейтенанту Варге. Она выбегает за ним на улицу и умоляет обнять её. Михал видит их вместе, стреляет в девушку и смертельно ранит её. Стоя над её мёртвым телом, Варга осознает, насколько сильна была её любовь к нему.

## В ролях
- Хана Витова — Марта Декасова
- Сватоплук Бенеш — Рудольф Кала, лейтенант
- Густав Незвал — Варга, старший лейтенант
- Мария Глазрова — Хелена Варгова, актриса, жена Варги
- Адина Мандлова — Анка, она же проститутка «Кики»
- Рудольф Грушинский — Михаил Лари, студент
- Ярослав Марван — хозяин
- Елена Галкова — хозяйка
- Эдуард Когоут — пан Леопольд
- Ченек Шлегл
- и другие

## Литературная основа
Сюжет фильма основан на рассказе «Сташа» («Stáša») из сборника писателя Войтеха Микси «Медведи и танцовщицы» («Medvědi a tanečnice», 1920).
Известно, что в дополнение к литературной версии сценария, над которой режиссёр Франтишек Чап работал совместно с писателем Вацлавом Кршкой, в консультативный совет по фильмам для оценки сюжета было представлено ещё и три версии технического сценария, в которых в качестве соавтора был Карел Новак (псевдоним Войтеха Микси), однако в итоговом режиссёрском сценарии во всех версиях, за исключением литературного сценария, автором значится только режиссёр Франтишек Чап.

## Песня
Популярной стала одноимённая песня из фильма (исполняет певица Мила Спазерова-Хецка), музыка которой представляет собой слегка изменённую версию императорского вальса Штрауса.

## Критика
Премьера фильма состоялась в июле 1941 года, фильм шёл в Германии, Италии и нейтральной Швеции, где получил восторженные оценки. Так, шведский журнал «Allers» причислил его к лучшим европейским фильмам, указав на то, что «иностранные фильмы обычно производят смешное впечатление на шведскую аудиторию. „Ночная бабочка“ — одна из немногих, от которой наша аудитория получает глубокое впечатление». Но если критикой за рубежом выделялась игра Ханы Витовой, особенно среди итальянских и шведских рецензентов, то в местной чехословацкой прессе, кроме высокой оценки работы режиссёра и оператора, признание получила игра Адины Мандловой.
В чешской литературе по истории кино можно встретить оценку фильма с удивлением — несмотря на то, что картина была — по крайней мере, с тематической стороны — сентиментальная, даже китчевая история о соблазненной гувернантке, но, что необычно, фильм до сих пор получает постоянные положительные отзывы; Иржи Брдечка отмечал, что исключительным в истории чехословацкого кино фильм делает его качество, соответствовавшее по меньшей мере европейскому уровню кинопроизводства того времени, если не его мировому уровню.